# Words (bài hát của Bee Gees)
"Words" là một bài hát của Bee Gees, do Barry, Robin & Maurice Gibb cùng viết. Bài hát đã đạt vị trí số 1 tại Đức, Thụy Sĩ, Hà Lan.
"Words" là bài hát thứ ba của Bee Gees lọt vào top 10 hit tại Anh (đạt vị trí 8), và được bình bầu là bài thứ tư trong "Danh sách các bài hát của Bee Gees được ưa thích nhất"trong chương trình truyền hình đặc biệt của kênh truyền hình Anh ITV vào tháng 12 năm 2011. Bài hát đã được nhiều nghệ sĩ khác hát lại, trong đó có phiên bản hit của Rita Coolidge vào năm 1978 và của Boyzone năm 1996.Đây là đĩa đơn thứ năm của Boyzone và đĩa đơn đầu tiên của họ đứng đầu bảng xếp hạng ở Anh.

## Charts
| Chart (1968)                         | Peak position |
| ------------------------------------ | ------------- |
| Australia (Kent Music Report)        | 13            |
| Austria (Ö3 Austria Top 40)          | 4             |
| Belgium (Ultratop 50 Flanders)       | 3             |
| Canada (RPM)                         | 4             |
| Chile                                | 19            |
| Germany (Media Control Charts)       | 1             |
| Ireland (IRMA)                       | 14            |
| Italy (FIMI)                         | 11            |
| Japan (Oricon)                       | 19            |
| Netherlands (Dutch Top 40)           | 1             |
| New Zealand (Recorded Music NZ)      | 9             |
| Spain (PROMUSICAE)                   | 15            |
| Switzerland (Schweizer Hitparade)    | 1             |
| Norway (VG-lista)                    | 7             |
| UK Singles (Official Charts Company) | 8             |
| US Billboard Hot 100                 | 15            |
| US Cash Box                          | 19            |
| US Record World                      | 20            |

| Chart (1968)                      | Position |
| --------------------------------- | -------- |
| Belgium (Ultratop 50 Flanders)    | 20       |
| Austria (Ö3 Austria Top 40)       | 11       |
| Netherlands (Dutch Top 40)        | 18       |
| Norway (VG-lista)                 | 7        |
| Switzerland (Schweizer Hitparade) | 10       |
| US Cash Box                       | 30       |